# Whitchurch-Stouffville
Whitchurch-Stouffville est une ville située dans la municipalité régionale d'York, en Ontario, au Canada. Elle est située à environ 50 kilomètres au nord du centre-ville de Toronto.

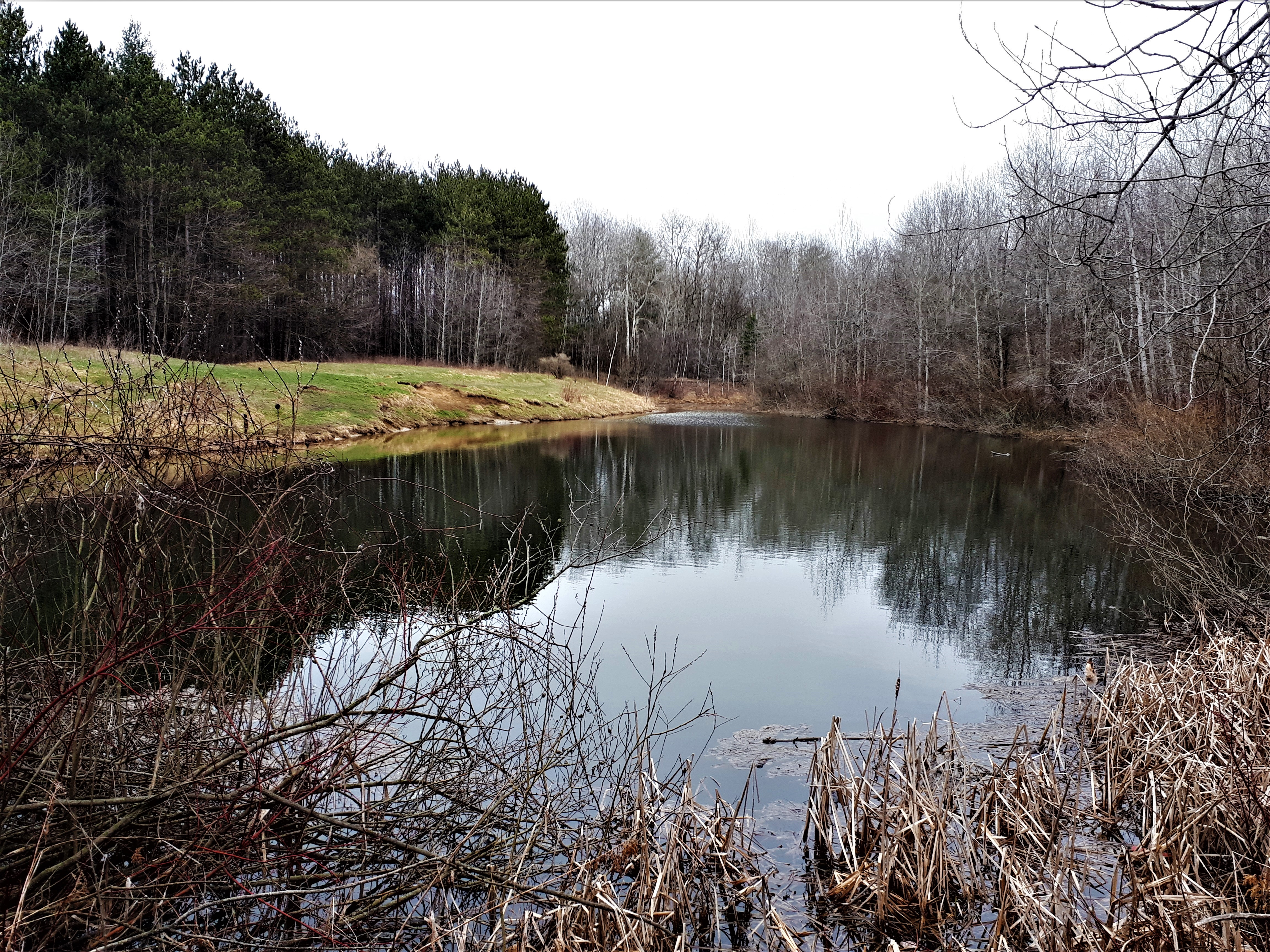
Aire protégée de Whitchurch-Stouffville.

## Démographie
| 2001   | 2006   | 2011   | 2016   |
| ------ | ------ | ------ | ------ |
| 22 008 | 24 390 | 37 628 | 45 837 |

## Société
Personnalités
- John W. Bowser (1892-1956), entrepreneur en construction et superintendant impliqué dans la construction de l'Empire State Building est né dans le canton de Whitchurch.